# 日本競馬会
- 1936年に成立した競馬施行体（特殊法人）。以下に記述。
- 1907年に設立され、1910年に東京競馬倶楽部に統合された競馬施行体。

日本競馬会（にほんけいばかい）は1936年にできた日本の中央競馬を運営する団体である。全国の11の競馬倶楽部を統合して出来た日本競馬会は現在の日本中央競馬会の前身にあたる組織である。1948年に解散し、施設や人員などは国営競馬を経て日本中央競馬会に引き継がれた。また、それとは別に同名ではあるが別法人である1907年創設、1910年解散の日本競馬会もある。1907年創設の日本競馬会は目黒競馬場を作った。

## 概要
日本競馬会（にほんけいばかい）とは1936年5月29日に改正された旧競馬法に基づき、11の競馬倶楽部と帝国競馬協会を統合する形で成立した特殊法人である。初代理事長は松平頼寿。
誕生の背景には軍馬改良の為の馬匹の質の改善を目指した軍部の意向があり、日本競馬会は軍部による政策的な要望に応えつつ競馬開催をとりおこなった。また安田伊左衛門理事長、横屋潤常務理事のもとクラシック5大競走を確立するなど、レース体系の整備にも取り組んだ。
太平洋戦争の戦況悪化により1943年をもって勝馬投票券の発売を伴う競馬開催は休止され、翌1944年は馬券発売を行わない能力検定競走を東京競馬場・京都競馬場・阪神競馬場で開催した。さらに同年12月以降はこれらの競馬場も軍部による接収を受けた事から将来の繁殖用に最低限の競走馬を確保し開催地を北海道および東北地方に移して能力検定競走を継続する事とし、終戦直前の1945年8月と終戦直後の同年10月には両地方でごく小規模な能力検定競走が実施された。
敗戦後、日本競馬会では直ちに競馬の復活を目指して活動を開始し1946年10月17日に戦後初の主催競馬が再開されたが出走頭数は揃わなかった。それでも残された馬資源を整備してゆき、1947年には戦後初の東京優駿競走を開催する事が出来た。
しかしGHQ経済科学局公正取引課によって私的独占の禁止及び公正取引の確保に関する法律（独占禁止法）に抵触すると判断された為、1948年6月、日本競馬会の解散が決定し同年9月7日、新たな競馬法（同年7月13日公布）の施行とともに日本の競馬は国営競馬、更に日本中央競馬会（JRA）へと移行した。

## 競馬場
（）内は競馬を開催した期間
- 札幌競馬場（1937 - 1943年、1947・1948年）
- 函館競馬場（1937 - 1943年、1947・1948年）
- 福島競馬場（1937 - 1943年）[1]
- 新潟競馬場（関屋）（1937-1943年）[2]
- 中山競馬場（1937 - 1943年、1947・1948年）
- 東京競馬場（1937 - 1944年、1946-1948年）
- 横浜競馬場（1937 - 1942年）[3]
- 京都競馬場（1937 - 1944年、1946 - 1948年）
- （旧）阪神競馬場（1937 - 1944年）[4]
- 小倉競馬場（1937 - 1943年、1947・1948年）
- 宮崎競馬場（1937 - 1943年）[3]

## 日本競馬会により創設された競走
競走名は創設時のもの。（）内は創設年等。
- 阪神優駿牝馬（1938年 現：優駿牝馬（オークス））
- 京都農林省賞典四歳呼馬（1938年 現：菊花賞）
- 中山四歳牝馬特別（1939年 現：桜花賞）
- 横浜農林省賞典四歳呼馬（1939年 現：皐月賞）
- 京都記念（1942年）
- セントライト記念（1947年）
- カブトヤマ記念（1947年 のちに2003年限りで廃止）

## 1907年創設の日本競馬会
最初の日本競馬会は1907年に目黒競馬場を作り運営した団体である。
1906年の馬券黙許時代の到来とともに日本にはたくさんの競馬場が企画されるが、1907年に法人設置が許可され目黒競馬場を建設・運営したのが日本競馬会である。松平容大、関直彦、安田伊左衛門、松尾清次郎、中山孝一が発起人となり、日本競馬会会長には岡田治衛武がなる。目黒競馬場運営の実務を担当する組織として東京馬匹改良会社を作り、園田実徳が東京馬匹改良会社の創立委員長になる。1907年12月に最初の競馬を行い、1908年春と秋、1909年春にも開催する。しかし、馬券黙許時代の終わりとともに、池上競馬場を運営する東京競馬会、板橋競馬場を運営する東京ジェッケー倶楽部、川崎競馬場を運営する川崎競馬倶楽部と東京近郊の4つの競馬会は一つに合同して東京競馬倶楽部になる。1910年に東京競馬倶楽部に合同することによって最初の日本競馬会は解散する。